# Demetrije Solunski
Demetrije Solunski (grčki: Άγιος Δημήτριος της Θεσσαλονίκης; Solun, oko 270. – Solun, 304.), je bio mučenik za kojeg se veruje da je živeo početkom 4. stoljeća u Solunu. Tokom srednjeg vijeka štovan je kao zaštitnik vojnika. Često ga se greškom poistovjećuje s Demetrijom Srijemskim, đakonom koji je živio u istome razdoblju. 

## Životopis
Rođen je Solunu u obitelji viših vojnih časnika. Bio je đakon, suradnika sv. Ireneja, čuvao je svete knjige. Mučen je i ubijen zbog kršćanske vjere zajedno sa sv. Donatom i sv. Fortunatom, a nekoliko dana prije mučeništva sv. Ireneja. To se dogodilo za vrijeme vladavine cara Dioklecijana.
Poznati su spisi »Mirakuli sv. Demetrija«, preko kojih se širilo njegovo štovanje. Kratko nakon smrti stanovnici Sirmijuma, slavili su ga kao sveca i zaštitnika grada. Huni na čelu s vojskovođom Atilom napali su i opustošili grad 441. godine. Pri tome je uništena metropolija i biskupija te su odnesene relikvije sv. Demetrija u Solun. Prefekt Ilirika Leoncij dao je sagraditi bazilike u Sirmijumu i Solunu u čast sv. Demetrija. 
Grad Sirmium je mijenjao ime u »Civitas Sancti Demetrii« 1180. godine pa u »Dmitrovica«, »Mitrovica« i konačno ima naziv »Srijemska Mitrovica«. Hrvatski kralj Dmitar Zvonimir dobio je također ime po sv. Demetriju, tj. po inačici imena Dmitar.[nedostaje izvor] U Zagrebačkom Časoslovu nalaze se najstariji sačuvani bogoslužni tekstovi o sv. Demetriju solunske tradicije iz 1290. godine.

## Prijepori
Đakon Demetrije dovodi se u vezu s Demetrijem Solunskim, tj. poistovjećuje se s njim. Povjesničar Michael Vickers tvrdi da su Demetrije Solunski i đakon Demetrije jedan isti svetac i da je štovanje mučenika iz Soluna nastalo na osnovu lika sirmijskog đakona, a zbog dominacije Carigradske i Istočne Crkve nad Panonijom. Ovu teoriju podržavaju Peter Toth, Dimitri Obolenskz, Mitko Panov, David Woods i Nicholas Mataya. Oni se pozivaju na dva martirologija Breviarum Syriacum i Martyrologium Hieronimyianum, jer spominju đakona Demetrija, dok o Demetriju iz Soluna nema riječi. Oni vjeruju da je nakon najezde Huna (441.) i Avara (582.) u Sirmiumu dominirao kult Demetrija Solunskog, nakon što je sjedište namjesnika premješteno u Solun te je zamijenio đakona Demetrija, postoje tvrdnje i o prijenosu svečevih kostiju iz Sirmiuma u Solun.
Nad temeljima stare bazilike đakona Demetrija, sagrađena je nova, ali posvećena Demetriju Solunskom, što je doprinijelo jačanju kulta solunskog mučenika, a slabljenju kulta sirmijumskog mučenika. James Skedros se ne slaže s ovim stavovima i smatra da je Demetrije Solunski stvarna povijesna osoba i da izostanak njegova imena u dva martirologija ne znači ništa, jer u njih nisu bili upisani svi mučenici. Ipak, on ne poriče da je Carigrad radio na jačanju kulta solunskog mučenika na području Sirmiuma, a na štetu đakona Demetrija. Carigrad je radio na tome da se svaki trag sirmiumskog đakona ukloni, kako bi kult Dimitrija Solunskog postao dominantan, tj. vlast Istočnog Carstva. Takva akcija Carigrada doprinosi utvrđivanju i opstanku pravoslavlja na prostoru Srijema.